# 2941 Alden
2941 Alden је астероид главног астероидног појаса са средњом удаљеношћу од Сунца која износи 2,151 астрономских јединица (АЈ).
Апсолутна магнитуда астероида је 13,9.